# Кордовадо
Кордова̀до (на италиански: Cordovado; на фриулски: Cordovât, Кордоват) е малко градче и община в Северна Италия, провинция Порденоне, автономен регион Фриули-Венеция Джулия. Разположено е на 15 m надморска височина. Населението на общината е 2759 души (към 2010 г.).